# عبد الحميد شاهين
عبد الحميد شاهين (1 يناير 1939 القاهرة مصر - 2 يوليو 2014) هو لاعب كرة قدم مصري سابق كان يلعب كحارس مرمى.